# Thái Tân
Thái Tân là một xã thuộc thành phố Hải Phòng, Việt Nam.

## Địa lý
Xã Thái Tân nằm ở rìa phía Tây của huyện Nam Sách, bên bờ đông của sông Thái Bình, có vị trí địa lý:
- Phía nam và phía đông nam giáp xã Minh Tân
- Phía đông nam giáp xã Hồng Phong
- Phía đông giáp xã Nam Sách
- Phía đông bắc giáp xã An Sơn
- Phía bắc và phía tây bắc giáp sông Thái Bình
- Phía tây nam giáp huyện Cẩm Giàng.

## Hành chính
Xã Thái Tân được chia thành 5 thôn: An Dật, Tân Thắng, Bình Giang, Chu Đậu ( 周 稌 ) (hoặc đọc là Chu Đồ: "lúa nếp nhà Chu"), Mạc Cầu.

## Lịch sử
Vào khoảng đầu thời nhà Hậu Lê cho đến thời nhà Nguyễn, vùng đất xã Thái Tân ngày nay thuộc huyện Thanh Lâm phủ Nam Sách trấn Hải Dương. Đầu thế kỷ 19, vùng này là đất thuộc các tổng An Dật (các thôn An Dật, Mạc Cầu) và tổng Thượng Triệt (các thôn Bình Giang, Chu Đậu) huyện Thanh Lâm phủ Nam Sách trấn Hải Dương (sau đổi là tỉnh Hải Dương nhà Nguyễn vào năm 1831). Theo cuốn Tên làng xã Việt Nam đầu thế kỷ 19 thì: 
- Tổng An Dật gồm 7 xã: An Dật, Mạc Cầu, Quan San (Quan Sơn), Nhuế Sơn, An Giới, Dục Kỳ, Dục Trị (nay thuộc địa bàn các xã Thái Tân và An Sơn).
- Tổng Thượng Triệt gồm 9 xã: Thượng Triệt, Uông Thượng, Uông Hạ, Mạc Xá, Đặng Xá (tức Mỹ Xá), Hùng Thắng, Chu Đậu, Đông Giang, Nam Giang[3] (Đông Giang và Nam Giang nay là Bình Giang (Tổng Thượng Triệt nay thuộc địa bàn các xã Thái Tân và Minh Tân).

Ngay từ thời nhà Trần và nhà Hậu Lê (khoảng thế kỷ 13 đến thế kỷ 18) làng Chu Đậu, cùng với làng Mỹ Xá (Đặng Xá) bên cạnh, đã là một làng nghề đồ gốm rất nổi tiếng. Gốm Chu Đậu đã lan tỏa đến cả các nước châu Âu, trở thành dòng gốm sứ nổi tiếng khắp thế giới.